# Metilglioksal reduktaza (NADH-zavisna)
Metilglioksal reduktaza (-zavisna) (EC 1.1.1.78, metilglioksalna reduktaza, D-laktaldehidna dehidrogenaza) je enzim sa sistematskim imenom (R)-laktaldehid:NAD+ oksidoreduktaza. Ovaj enzim katalizuje sledeću hemijsku reakciju
()-laktaldehid + NAD+ {\displaystyle \rightleftharpoons } metilglioksal + NADH + H+
Ovaj sisarski enzim se razlikuje od kvaščanog enzima, EC 1.1.1.283, metilglioksal reduktaza (NADPH-zavisni), po tome što koristi NADH umesto NADPH kao reduktant. On oksiduje HO-CH2-CHOH-CHO (gliceraldehid), kao i CH3-CHOH-CHO (laktaldehid).

## Literatura
- Nicholas C. Price; Lewis Stevens (1999). Fundamentals of Enzymology: The Cell and Molecular Biology of Catalytic Proteins (Third изд.). USA: Oxford University Press. ISBN 019850229X.
- Eric J. Toone (2006). Advances in Enzymology and Related Areas of Molecular Biology, Protein Evolution (Volume 75 изд.). Wiley-Interscience. ISBN 0471205036.
- Branden C; Tooze J. Introduction to Protein Structure. New York, NY: Garland Publishing. ISBN 0-8153-2305-0.
- Irwin H. Segel. Enzyme Kinetics: Behavior and Analysis of Rapid Equilibrium and Steady-State Enzyme Systems (Book 44 изд.). Wiley Classics Library. ISBN 0471303097.
- William P. Jencks (1987). Catalysis in Chemistry and Enzymology. Dover Publications. ISBN 0486654605.

## Spoljašnje veze
- Methylglyoxal+reductase+(NADH-dependent) на 